# Roswell, la conspiration
Pour les articles homonymes, voir Roswell.
Roswell, la conspiration (Roswell Conspiracies: Aliens, Myths and Legends) est une série télévisée d'animation américaine en 40 épisodes de 24 minutes, créée par Kaaren Lee Brown et diffusée entre le 27 août 1999 et le 3 juin 2000 en syndication dans le bloc de programmation BKN.
En France, la série a été diffusée à partir du 9 septembre 2000 sur France 3 dans l'émission Les Minikeums.

## Synopsis
Nick Logan découvre que des extraterrestres vivent parmi les humains depuis de nombreuses années. Ces aliens sont d'ailleurs à l'origine de nombreux mythes et légendes comme les loups-garous, minotaures et autres créatures fantastiques.
Une alliance est secrètement créée pour lutter contre ces envahisseurs.

## Voix
- Alexandre Gillet : Nick Logan
- Laura Préjean : Sh'Lainn Blaze
- Brigitte Berges : Nema
- Alexis Victor : Fitz
- Bruno Carna : Trueblood
- Patrice Baudrier : Rinaker
- Véronique Alycia : Petrovic
- Eric Peter : le père de Nick
- Hervé Caradec : Walter

## Épisodes
1. L'Appât [1/2] (The Bait [1/2])
2. L'Appât [2/2] (The Bait [2/2])
3. Douze heures pour sauver la planète (Mountain Retreat)
4. Asile himalayen  (Peacemaker)
5. Le mystère du secteur 51 (Troubled Past)
6. Prise d'otages (Snowman's Chance)
7. Un vaisseau spatial peut en cacher un autre (The Roswell Incident)
8. Les fourmis mutantes (Fusion Breed)
9. Sh'Lainn et les minotaures (Bounty Wars)
10. Chupacabra (Chupacabra)
11. Vision Sh'Lainn (Countdown)
12. Le complot (The Vodun Uprising)
13. Le réseau secret (1) (The Conduit [1/2])
14. Le réseau secret (2) (The Conduit [2/2])
15. La Reine Banshee [1/2] (Queen of the Banshees [1/2])
16. La Reine Banshee [2/2] (Queen of the Banshees [2/2])
17. Huis clos chez les vampires (The Partnership)
18. L'enfant venu d'ailleurs (The Cub)
19. Un vaisseau spatial peut en cacher un autre (Flying Saucer Down)
20. Dernier des sasquach (The Last Sasquatch)
21. Rendez-vous manqué (Crackerjack)
22. Imposture (Whatever Fitz)
23. Huis clos chez les vampires (Amok Vampire)
24. Le Mystère du secteur 51 (Area 51)
25. Téléportation [1/2] (Showdown [1/2])
26. Téléportation [2/2] (Showdown [2/2])
27. Le maître du soleil (Spot)
28. Le Réveil des Titans (When Giants Walked the Earth)
29. Les liens sacrés du sang(Father of Terror)
30. Le pacte (Beast Within)
31. Objectif héros (Target: Hero)
32. Un Vodun parmi nous (Vodun Among Us)
33. Kolincha maître de la ville (Rain)
34. Le monstre qui venait du froid (Devil Inside)
35. La fugitive (Third Degree)
36. Révélations (Back Spin)
37. Le niveau oméga (Conspiracy Revealed)
38. Le secret de Rinaker (Confrontation)
39. La Fin du monde [1/2] (Numbered Days [1/2])
40. La Fin du monde [1/2] (Numbered Days [1/2])